# هیوز ۱۸۷۸
سیارک ۱۸۷۸ (به انگلیسی: 1878 Hughes، نامگذاری:1933QC) هزار و هشتصد و هفتاد و هشتمین سیارک کشف شده‌است که در ۱۸ اوت ۱۹۳۳ کشف شد.
قدر مطلق سیارک برابر ۱۱٫۵۰ است.